# Бакштаєв Леонід Георгійович
Леонід Георгійович Бакштаєв (1934, с. Добринь, Єльський район, Гомельська область, Білоруська РСР, СРСР — 1995, Київ, Україна) — радянський і український актор театру та кіно, театральний педагог.

## Біографія
У 1958 році закінчив Мінський театрально-художній інститут. Працював у театрах Ташкента, Майкопа, а згодом переїжджає до України, де працює у театрах Миколаєва, Дніпропетровська.
У 1966—1995 рр — актор Київського академічного російського драматичного театру імені Лесі Українки.
У кіно дебютував в 1967 році в картині «На Київському напрямку», зіграв більш як 50 ролей.
З 1973 року — викладач Київського державного інституту театрального мистецтва імені І. К. Карпенко-Карого.
Працював на озвучуванні мультфільму «Крилатий майстер» (1981).
Автор книги «Перервана сповідь: Повість-спогад» (Київ, 1996).
Жив у Києві. Помер 29 липня 1995 року. Похований на Лісовому кладовищі.

## Фільмографія
- «На Київському напрямку» (1967, Кудряшов, підпільник);
- «Незабутнє» (1967, Дехтярьов);
- «Весільні дзвони» (1967, Венделовський);
- «Комісари» (1969, Дегтярьов / Михайло Кондрашов);
- «Крутий горизонт» (1970, Іван);
- «Політ» (1970, короткометражний);
- «Мир хатам, війна палацам» (1970, Ростислав Драгомирецький);
- «Іду до тебе...» (1971, професор Берковський);
- «Зоряний цвіт» (1971, комісар);
- «Білий птах з чорною ознакою» (1971, Остап);
- «Бумбараш» (1971, Чубатов);
- «Ніна» (1971, Шульц, офіцер СС);
- «Адреса вашого дому» (1972, Іван Безсмертний, головний інженер шахти);
- «Весілля» (1973, німецький майор; СРСР—Югославія);
- «Про загадки сміху і...» (1974, короткометражний);
- «Таємниця партизанської землянки» (1974, Леонід Григорович Ткаченко)
- «Прості турботи» (1975, Борис Ярош)
- «Там вдалині, за рікою» (1975, бандит)
- «Ати-бати, йшли солдати...» (1976, Костянтин, син Святкіна);
- «Еквілібрист» (1976, Петро Горлунков, однополчанин Юрія Осташенка);
- «Червоні дипкур'єри» (1977, комеск, служив разом з Перегудою);
- «Запрошення до танцю» (1977);
- «Маршал революції» (1978, Семен Михайлович Будьонний);
- «День перший, день останній» (1978, Андрій, кінооператор);
- «Господиня» (1978, фільм-спектакль, Толік);
- «Прибулець» (1979, не був завершений; Гризлов, бригадир)
- «Оглядини» (1979, Зарічний, голова колгоспу «Зоря»);
- «Страх» (1980);
- «Наказ: вогонь не відкривати» (1981, Дубов);
- «Петля Оріона» (1981, Павело Бєлов (командир корабля)/Командир-2);
- «Проданий сміх» (1981,  батько Тіма);
- «Червоні погони» (1981, Сергій Павлович Боканов, капітан);
- «Старі листи» (1981, Вадим, чоловік Лізи);
- «Історія одного кохання» (1981, Павло Костянтинович Альохін);
- «Останній доказ королів» (1983, Баррі Рутковські, генерал, командувач ППО);
- «У привидів у полоні» (1984, батько Марії);
- «За ніччю день іде» (1984, воєнком);
- «Сподіватися» (1984, фільм-спектакль);
- «Найкращі роки» (1984, Зубкевич);
- «Звинувачення» (1984, Середа);
- «Третє покоління» (1985, Корепанов);
- «Навчися танцювати» (1985, Іван Чумаков);
- «І в звуках пам'ять відгукнеться…» (1986, Чайковський);
- «Щасливий, хто любив...» (1986);
- «Міст через життя» (1986, начальник Строймоста);
- «Білий олень тундри» (1987);
- «Штормове попередження» (1988, Максим Павлович Горєв);
- «Блакитна троянда» (1988);
- «На прив'язі біля злітної смуги» (1988);
- «Це ми, Господи!..» (1990, майор НКВС);
- «Війна на західному напрямку» (1990, генерал-лейтенант);
- «Ніагара» (1991, Ігор Ігорович);
- «Убити „Шакала“» (1991, Юрій, експерт-фотограф);
- «Записки кирпатого Мефістофеля» (1994, Сосницький);
- «Атентат — Осіннє вбивство у Мюнхені» (1995).

## Нагороди
- Народний артист УРСР (1987)